# Liste des maires de Castelsarrasin
Cet article dresse une liste par ordre de mandat des maires de Castelsarrasin.

## Liste des maires
| Période                                  | Période      | Identité                             | Étiquette                 | Qualité |
| ---------------------------------------- | ------------ | ------------------------------------ | ------------------------- | --- |
| Les données manquantes sont à compléter. |              |                                      |                           | |
| 1796                                     | 1797         | Jean Loumagne                        |                           | |
| 1797                                     | 1799         | Joseph Simon Borredon                |                           | |
| 1799                                     | 1813         | Géraud François Armand Faure-Pechet  |                           | |
| 1813                                     | 1831         | Jean-Pierre Edmond de Redon-Lapujade |                           | |
| 1831                                     | 1836         | Emmanuel Pierre Patron               |                           | |
| 1836                                     | 1842         | Isidore Constant                     |                           | Conseiller général de Castelsarrasin |
| 1842                                     | 1848         | Isidore Carrere-Dupin                |                           | |
| 1848                                     | 1849         | Armand Leygue                        |                           | |
| 1850                                     | 1856         | Étienne Marie Elysabeth Grabie       |                           | |
| 1856                                     | 1858         | Louis Anselme Boé                    |                           | Conseiller général de Castelsarrasin |
| 1858                                     | 1867         | Emmanuel Pierre Patron               |                           | |
| 1867                                     | 1870         | Jean Marrou                          |                           | Conseiller général de Castelsarrasin |
| 1870                                     | 1871         | Francis Bole                         |                           | |
| 1871                                     | 1871         | Raymond Issanjou                     |                           | |
| 1871                                     | 1893         | Pierre Flamens                       |                           | Conseiller général de Castelsarrasin |
| 1893                                     | 1908         | Armand Jean Baptiste Honoré Gimat    |                           | Conseiller général de Castelsarrasin |
| 1908                                     | 1919         | Jean-Faustin Cayrou                  |                           | Conseiller général de Castelsarrasin |
| 1919                                     | 1920         | Henri Pottevin                       | Radical                   | Chercheur à l'institut Pasteur Député Sénateur |
| 1920                                     | 1940         | Joseph Flamens                       | Radical                   | |
| 5 mars 1941                              | août 1944    | Adrien Alary                         | Radical puis SFIO         | Agent d'assurances Conseiller municipal (1929-1941) |
| 1944                                     | 1945         | Joseph Flamens                       | Radical                   | |
| 1945                                     | 1945         | Faustin Bésiers                      | Radical                   | Chef d'entreprise |
| avril 1945                               | 1977         | Adrien Alary                         | Radical puis SFIO puis PS | Agent d'assurances Conseiller municipal (1929-1941) Conseiller général de Castelsarrasin Vice-président du conseil général de Tarn-et-Garonne |
| 1977                                     | 1983         | Pierre Boé                           | Rad. puis MRG             | Pharmacien Conseiller général de Castelsarrasin-1 |
| 1983                                     | 1985         | Pierre Montet                        | PS                        | Fonctionnaire, enseignant |
| 1985                                     | 1989         | Antoine Molina                       | MRG                       | Principal de collège |
| 1989                                     | 4 avril 2014 | Bernard Dagen                        | DVD                       | Pharmacien Conseiller général de Castelsarrasin-2 |
| 4 avril 2014,                            | En cours     | Jean-Philippe Bésiers,               | DVG puis DVC              | Gérant de société 1er vice-président de la CC Terres des Confluences, Conseiller général de Castelsarrasin-1 Conseiller départemental de Castelsarrasin 5e vice-président du conseil départemental de Tarn-et-Garonne Petit-fils de Faustin Bésiers |